# Изенберг, Владимир Константинович
Владимир Константинович Изенберг (1895—1969) — советский художник-график.

## Биография
Родился в 1895 году. Сын Константина Васильевича Изенберга (1861—1929), художника и скульптора из русских немцев, видного представителя стиля модерн в русской скульптуре, автора памятника экипажу миноносца «Стерегущий» в Санкт-Петербурге (1911).
Специального образования не получил. В 1910-е годы начал свою карьеру с создания журнальных иллюстраций.
В 1920-е годы много работал, как художник книги. Автор обложек к прижизненным изданиям произведений Владимира Маяковского (сборник «Только новое», 1925) и Евгения Замятина («Блоха» и «Общество почётных звонарей»; обе — 1926). 
Помимо этого, в годы НЭПа работал, как художник экслибриса (книжные знаки С. Аничкова, С. Тимошенко, А. Савонько, Г. Нелюбина, К. Ворохновской, П. Губар, К. Марголина и др.). К 7-й годовщине Октябрьской революции создал плакат «Юные ленинцы — дети Ильича», изображённый на котором пионер имеет отчётливое (и практически полное) сходство с бойскаутом.
В дальнейшем работал как художник театра в нескольких городах: в Одессе, Севастополе, Куйбышеве (Самаре). Оформил спектакли «Сирано де Бержерак» (1940) и «Уриэль Акоста» (1941) для Куйбышевского (Самарского) драматического театра имени А. М. Горького. Эскизы декораций к указанным спектаклям хранятся в Москве в собрании Театрального музея имени А. А. Бахрушина. 
В 1954 году под руководством В. К. Изенберга была произведена реставрация памятника «Стерегущему» — наиболее известной работы его отца. В ходе реставрации с  тыльной стороны памятника была восстановлена мемориальная доска с перечислением имён чинов личного состава миноносца.